# Nesselande (métro de Rotterdam)
Nesselande est la station terminus nord de la ligne B du métro de Rotterdam. Elle est située dans l'arrondissement Prins Alexander de la commune de Rotterdam, en province de Hollande-Méridionale, au Pays-Bas.
Elle est mise en service en 2005.

## Situation sur le réseau

Plan du métro.

Établie en aérien, Nesselande, est le terminus nord de la ligne B du métro de Rotterdam, elle est située avant la station De Tochten, en direction du terminus sud-ouest Hoek van Holland-Haven,.

## Histoire
La station Nesselande est mise en service le 29 août 2005, lors de l'ouverture à l'exploitation du prolongement de la ligne B depuis la station De Tochten, ancien terminus provisoire de la ligne depuis 1984.

## Services aux voyageurs

### Accès et accueil
La station dispose d'automates pour la recharge ou l'achat de titres de transport, elle est accessible aux personnes à la mobilité réduite notamment du fait qu'elle dispose d'un ascenseur pour les relations entre l'accueil et le quai.

Ligne et station
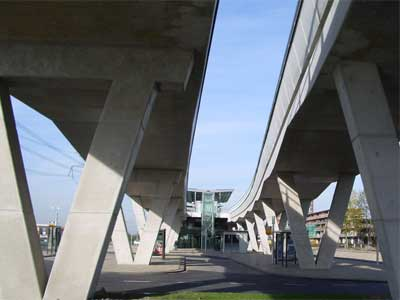
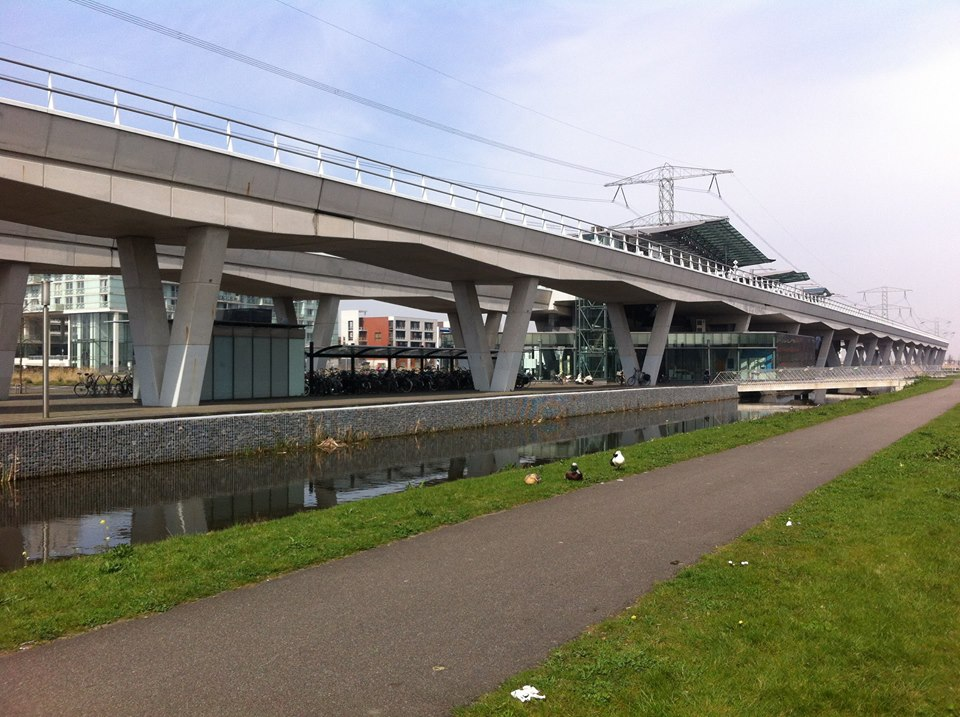
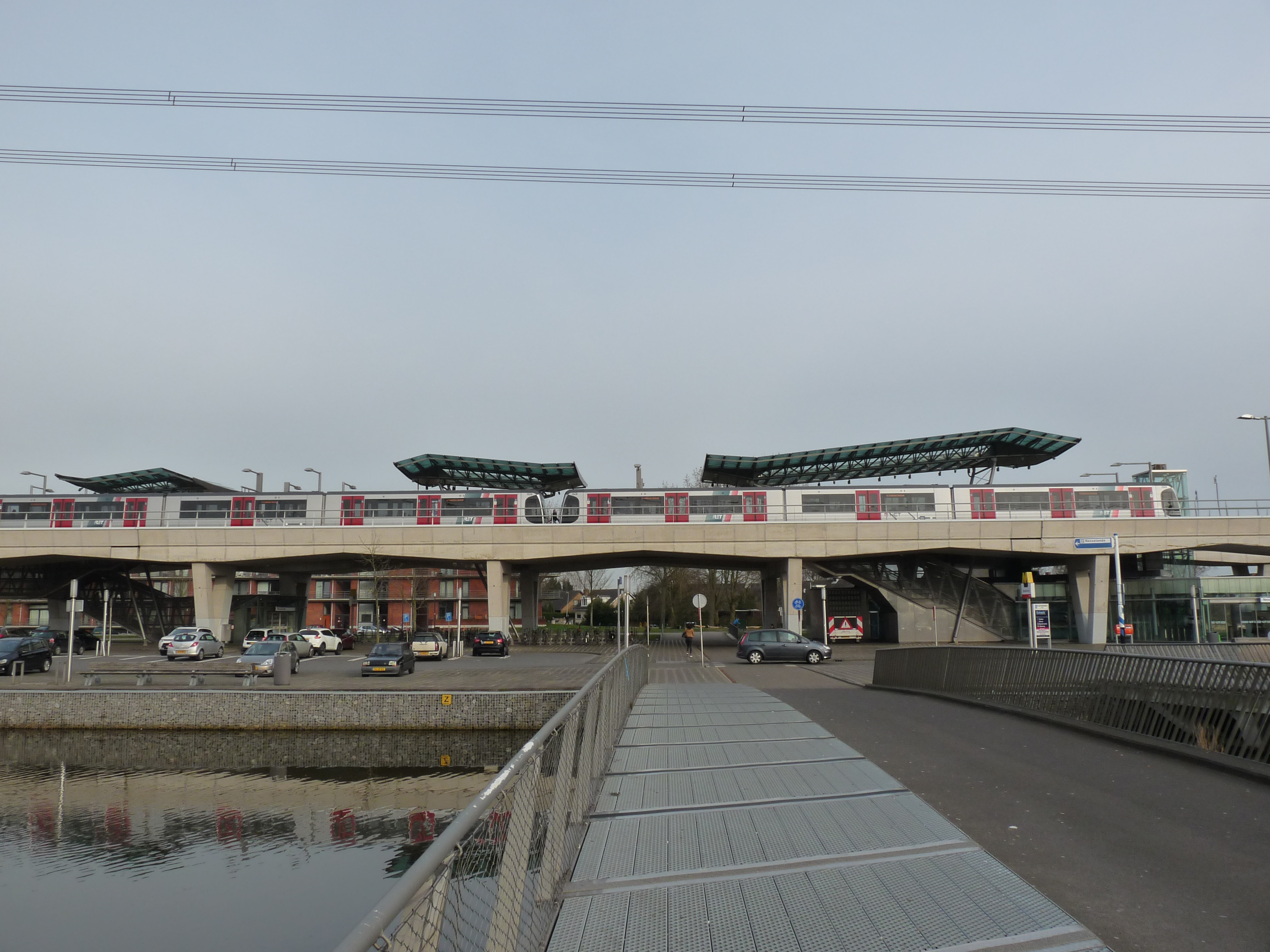

### Desserte
Nesselande est desservie par les rames qui circulent sur la ligne B.

Installations et desserte
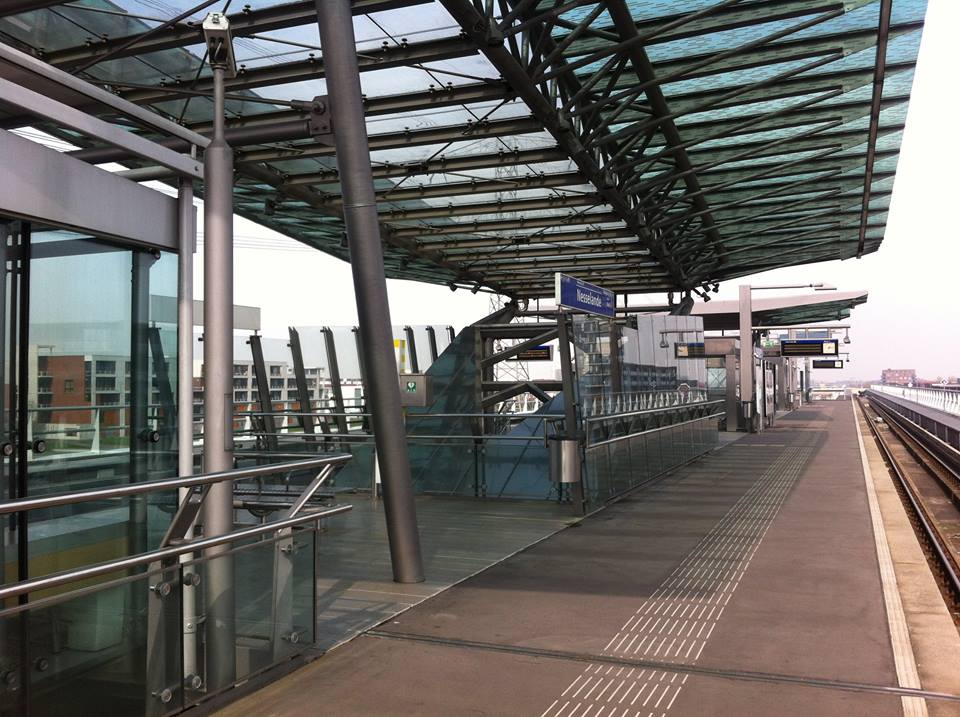
.
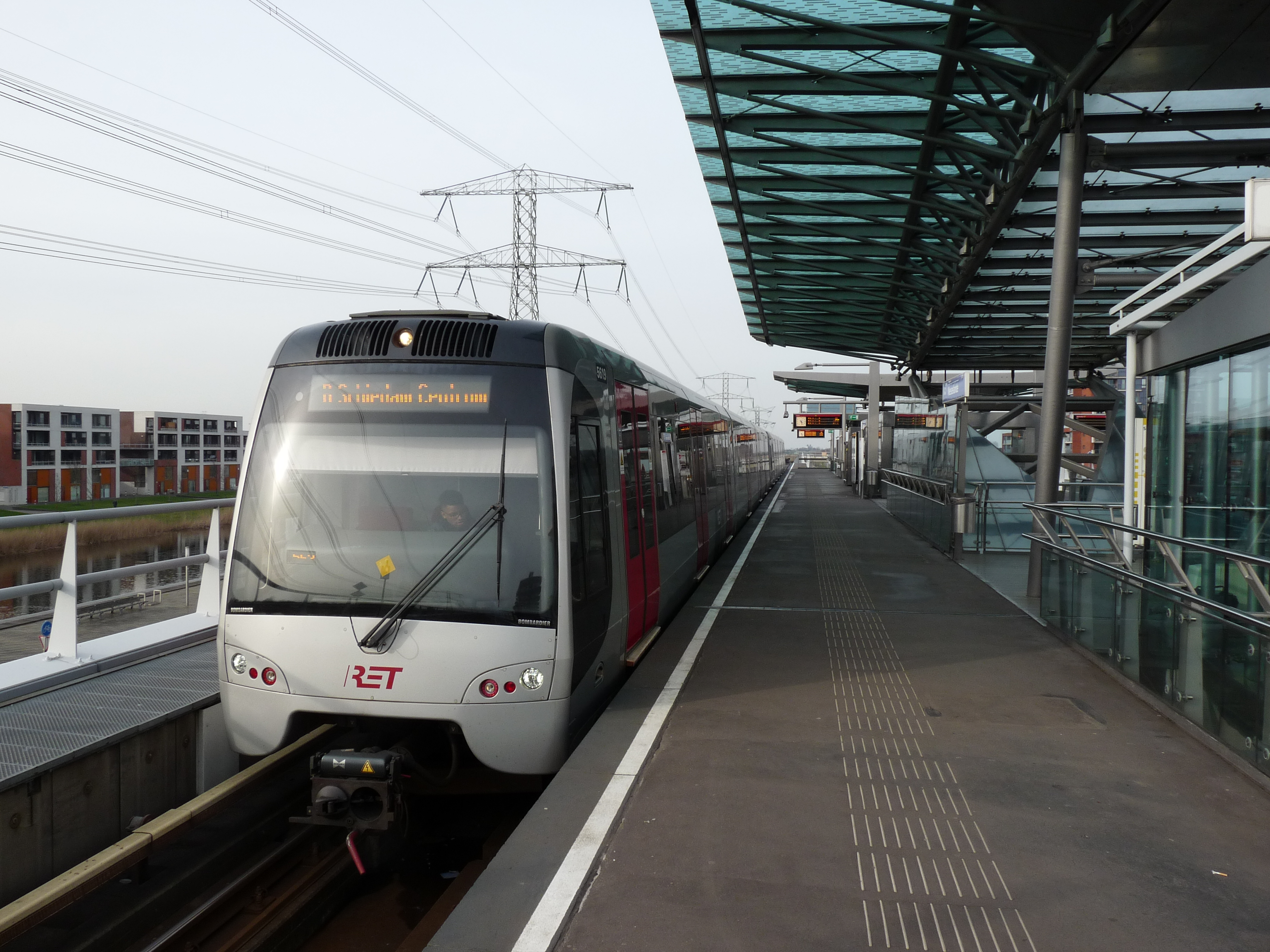
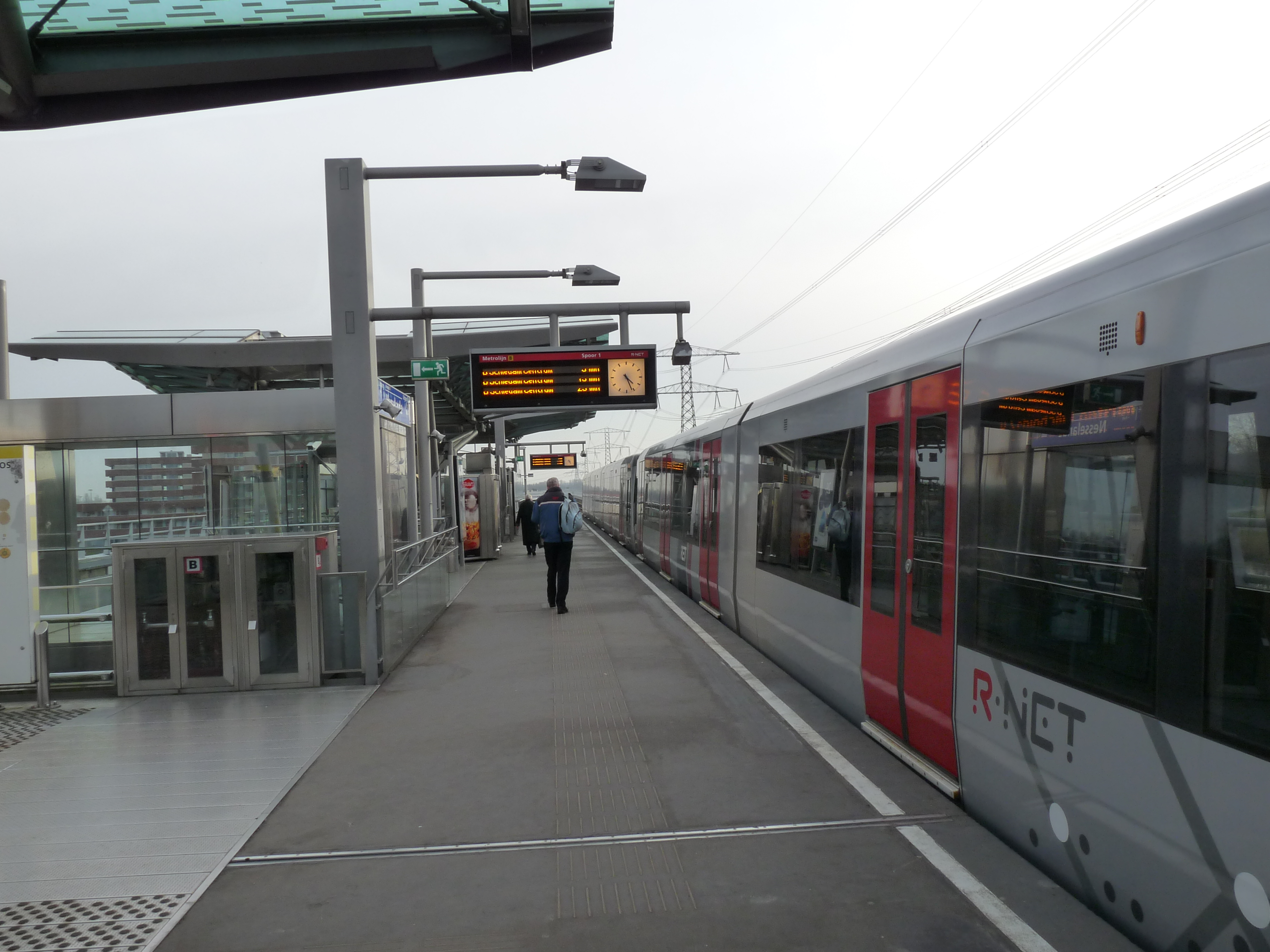

### Intermodalité
Un arrêt situé à proximité est desservi par les bus de nuit BOB de la ligne B1. Elle dispose d'un parc relais P+R.

## À proximité
- Foundation IJsselland Hospital
- Zevenhuizerplas (nl), un lac artificiel aménagé pour les loisirs.